# Темир-Казык
Темир-Казык (каз. Темір Қазық) — село в Алтынсаринском районе Костанайской области Казахстана. Входит в состав Маяковского сельского округа. Находится примерно в 14 км к западу от села Убаганское. Код КАТО — 393245300. К северу от села находится озеро Арыстанколь, в 4 км к югу от села — озеро Ботабайколь.

## Население
В 1999 году население села составляло 187 человек (99 мужчин и 88 женщин). По данным переписи 2009 года, в селе проживало 135 человек (73 мужчины и 62 женщины).